# Zhushan, Jingdezhen
Zhushan är ett stadsdistrikt och säte för stadsfullmäktige i Jingdezhen i Jiangxi-provinsen i södra Kina.